# Paracyrtophyllus
Paracyrtophyllus är ett släkte av insekter. Paracyrtophyllus ingår i familjen vårtbitare.
Kladogram enligt Catalogue of Life:
| Paracyrtophyllus | \| \| Paracyrtophyllus excelsus \| \| \| \| \| \| Paracyrtophyllus robustus \| \| \| \| |
|                  | \| \| Paracyrtophyllus excelsus \| \| \| \| \| \| Paracyrtophyllus robustus \| \| \| \| |
|                  | Paracyrtophyllus excelsus                                                               |
|                  |                                                                                         |
|                  | Paracyrtophyllus robustus                                                               |
|                  |                                                                                         |